# БелТАПАЗ
Гродненский завод токарных патронов «БелТАПАЗ» (ОАО «БелТАПАЗ»; бел. Гродзенскі завод такарных патронаў «БелТАПАЗ») — белорусское инструментальное предприятие, расположенное в Гродно.

## История
Завод основан в 1976 году, первоначально — Гродненское производственное объединение по выпуску технологической оснастки, входившее во всесоюзное ПО «Союзоснастка» Министерства станкостроительной и инструментальной промышленности СССР. Предприятие было образовано на базе завода сантехоборудования Министерства местной и топливной промышленности БССР (1954—1957), преобразованного в завод «Электросвет» СНХ БССР (1957—1966) которое выпускало светотехническое оборудование: светильники РН-100,НОБ-300,СК-300, ШЛД 2-40, ШОД 2-40(63), АОД-Ш-2-40, дроссель ДБА-40, устройство балластное компенсированное 2УБК-40/220, щиток квартирный ЩК. Затем предприятие переименовано в завод технологической оснастки (1966—1976) и из светотехнического оборудования в производстве остаётся только школьный светильник ШОД 2-40. На сайте предприятия датой создания завода называется 1958 год. В 1986 году Гродненское производственное объединение по выпуску технологической оснастки преобразовано в Гродненский завод токарных патронов. В 1986—1988 годах завод входил в Белорусское инструментальное производственное объединение Министерства станкостроительной и инструментальной промышленности СССР, в 1988—1991 годах — в Научно-производственное объединение по разработке и выпуску металлообрабатывающего инструмента (НПО «Инструмент») того же министерства. В 1991—1994 годах — в подчинении Государственного комитета по промышленности и межотраслевым производствам Республики Беларусь, с 1994 года — Министерства промышленности Республики Беларусь. В 1996 году преобразован в Гродненский завод «БелТАПАЗ», в 2000 году — в республиканское унитарное предприятие «Гродненский завод токарных патронов «БелТАПАЗ»». В 2008 году преобразован в открытое акционерное общество. В 2012 году завод был передан в состав холдинга «Станкоинструмент» (головное предприятие — МЗОР), в 2016 году выведен из его состава.
Первой продукцией предприятия были самоцентрирующиеся трёхкулачковые токарные патроны; впоследствии завод освоил и другие типы токарных патронов. В 2005 году завод начал поставлять отдельные комплектующие для производства тракторов МТЗ.

## Современное состояние
Завод производит более 170 различных модификаций самоцентрирующих спирально-реечных токарных патронов, комплектующие к тракторам МТЗ (ступицы колеса и эпицикла, пальцы гидроцилиндра). Некоторое время завод производил автомобильные домкраты.
2019 г.- освоено производство  токарных патронов диаметром 500 мм и запчастей к ним.
2022 г.- освоено производство  токарных патронов диаметром 630 мм и запчастей к ним.
В 2022 году выручка предприятия составила 15 229 тыс. руб. , чистая прибыль — 165 тыс. руб. 70,8% выручки было получено в результате производства технологической оснастки, 28,8% — тракторных деталей и узлов.
100% акций предприятия принадлежат государству.
В 2022 году среднесписочная численность работающих - 319 человек.